# Käbi Lareteiová
Käbi Lareteiová (est. Käbi Alma Laretei; 14. července 1922 Tartu, Estonsko – 31. října 2014) byla estonská koncertní pianistka.

## Život

### Raná léta
Käbi Lareteiová se narodila do rodiny estonského politika a diplomata. Kvůli pracovním povinnostem svého otce strávila dětství v Moskvě (1926–1928) a v Kaunasu (1928–1930). V letech 1936–1940 studovala hru na klavír na Estonské hudební akademii v Tallinnu. V době vypuknutí druhé světové války byl její otec, Heinrich Laretei (1892–1973), estonský vyslanec ve Stockholmu. Když Estonsko obsadila sovětská vojska, zůstala rodina ve švédském exilu.

### Pianistka
V letech 1947–1950 studovala kompozici u estonského emigranta, skladatele Eduarda Tubina, společně s hrou na klavír u Gottfrieda Boona a Annie Fischerové. Jako klavíristka debutovala v roce 1946 v koncertním sále ve Stockholmu. Především na počátku 60. let měla velké úspěchy (mimo jiné) v Anglii, Německu, Švédsku či USA. Vystupovala také v Carnegie Hall či Bílém domě.

### Ingmar Bergman
V letech 1950–1959 byla manželkou šéfdirigenta orchestru Gävleborského kraje Gunnara Staerna (* 1922). V roce 1959 se provdala za švédského režiséra Ingmara Bergmana. Byla poradkyní a skladatelkou hudby k několika Bergmanovým filmům (například Podzimní sonáta a Tváří v tvář) a zahrála si malou roli ve filmu Fanny a Alexandr. V roce 1962 se jí narodil syn Daniel Bergman. Manželství mezi ní a Ingmarem Bergmanem ztroskotalo v roce 1966. V roce 1969 se nechali oficiálně rozvést.
V roce 1967 předsedala Švédskému svazu hudebních umělců (Svenska Tonkonstnärsförbundet – STKF) a v roce 1968 byla členkou Královské hudební akademie (Kungliga Musikaliska akademien).

### Spisovatelka
Vedle své hudební kariéry byla Käbi Lareteiová i učitelkou hudby a oblíbenou moderátorkou ve švédské televizi. Vydala také mnoho švédsky psaných děl o hudbě, jakož i beletrie s autobiografickými prvky.

## Nejvýznamnější publikace
- 1976 – Kousek země (En bit jord)
- 1983 – Tulipánový strom (Tulpanträdet)
- 1987 – Víry a stopy (Virvlar och spår)
- 1991 – Ztracený zvuk (En förlorad klang)
- 2004 – Jako v překladu (Såsom i en översättning)